# Июль 2016 года

Список событий июля 2016 года.

## События
- 1 июля
  - С 1 июля председательство в Совете Европейского союза по принятому принципу шестимесячной ротации перешло к Словакии[1].
  - В Белоруссии прошла деноминация рубля[2].
  - Конституционный суд Австрии аннулировал итоги второго тура президентских выборов и постановил провести повторное голосование[3].
  - Подошла к концу основная миссия зонда Dawn[4].
  - Катастрофа Ил-76 в Иркутской области[5].
- 2 июля
  - В Австралии прошли парламентские выборы[6].
- 4 июля
  - Пресс-секретарь президента России Дмитрий Песков подтвердил отставку детского омбудсмена Павла Астахова[7].
  - Автоматическая межпланетная станция НАСА «Джуно», запущенная 5 августа 2011 года, вышла на полярную орбиту Юпитера для изучения магнитного поля планеты[8].
  - Совет ООН про правам человека принял резолюцию, в которой осудил страны, нарушающие доступ в Интернет для своих граждан[9].
  - Смертник взорвал себя у мечети Пророка в Медине[10].
  - Лидер Партии независимости Соединенного Королевства (UKIP) Найджел Фарадж покинул свой пост[11]
  - Президент России подписал федеральный закон, относящий Новосибирскую область к шестой часовой зоне[12].
- 5 июля
  - Миллионы российских мусульман и мусульман по всему миру отпраздновали один из главных праздников в исламе — Ураза-байрам[13].
  - Тереза Мэй стала фаворитом в борьбе за пост нового лидера Консервативной партии Великобритании[14].
  - Беспорядки в Абхазии, сторонники оппозиции, требующие смены власти, попытались взять штурмом здание МВД. В последующих переговорах руководство Абхазии пошло на уступки, в частности, отстранён глава МВД Леонид Дзапшба[15].
- 6 июля
  - Доклад Чилкота осудил решение об участии Британии в войне в Ираке[16].
  - Сильные наводнения в южных и центральных районах Китая стали причиной гибели 200 и эвакуации 1,5 миллиона человек[17].
  - Проходившие в Зимбабве разрозненные акции протеста против экономической политики властей вылились в первую за 20 лет общенациональную забастовку[18].
  - Компания Nintendo выпустила игру Pokemon Go для смартфонов, её успех вызвал рост акций компании на 20 %, и индекса фондовой биржи Nikkei 225 на 3 %[19].
- 7 июля
  - В Далласе (США) во время мирной акции протеста, посвящённой памяти двух чернокожих американцев, вооруженный злоумышленник застрелил пятерых и ранил семерых стражей порядка[20].
- 8 июля
  - В Варшаве (Польша) начал работу саммит НАТО[21]. В числе прочего саммит утвердил решение о дислокации четырёх многонациональных бригад в Восточной Европе[22].
  - В Джубе (Южный Судан) в ночь на 8 июля 2016 года начались массовые беспорядки, в ходе которых погибли более 270 человек[23].
  - В сирийской провинции Хомс был сбит российский вертолёт Ми-25[24].
  - В Танзании и Гамбии запретили детские браки[25].
- 10 июля
  - Во Франции завершился чемпионат Европы по футболу. Чемпионом стала сборная Португалии[26].
  - Референдум о досрочных выборах президента Абхазии[27]. Официально признан несостоявшимся[28].
- 11 июля
  - В Южном Судане введен режим прекращения огня, после чего в стране установилось относительное спокойствие[29].
- 12 июля
  - Жертвами столкновения поездов в Андрии (Италия) стали 27 человек[30].
- 13 июля
  - Премьер-министр Великобритании Дэвид Кэмерон ушёл в отставку[31]. Премьер-министром Великобритании назначена Тереза Мэй[32].
  - Борис Джонсон назначен главой министерства иностранных дел Великобритании. Филип Хэммонд назначен главой Министерства финансов[33].
  - Решением суда Зимбабве отпущен на свободу пастор Эван Маварир, лидер социальных протестов против президента Роберта Мугабе[34].
- 14 июля
  - В Ницце (Франция) во время празднования Дня взятия Бастилии террорист на большегрузном автомобиле протаранил толпы людей, погибли 85 человек[35], около 200 получили ранения[36].
- 15 июля
  - Турецкие военные предприняли попытку государственного переворота[37]. Погибли 294, ранены 1440 человек[38]
  - В Санкт-Петербурге крейсер «Аврора» отправился после ремонта в Кронштадте на место вечной стоянки у Петроградской набережной[39].
  - Экс-премьер Турции Ахмет Давутоглу признал, что российский Су-24 24 ноября 2015 года сбили по его приказу, отданному 10 октября[40].
- 17 июля
  - В Ереване вооружённые люди захватили здание полиции[41]
- 18 июля
  - Недалеко от Вюрцбурга (Бавария) 17-летний афганский беженец напал с топором и ножом на пассажиров регионального поезда и ранил трёх человек[42].
  - Произошло вооружённое нападение на РУВД города Алма-Ата (Казахстан). Погибли 8 полицейских и 2 мирных жителя[43].
  - Президент РФ Владимир Путин отстранил от должностей чиновников, которые, по данным Всемирного антидопингового агентства, прямо причастны к нарушениям в российском спорте[44].
  - Доклад WADA: «Россияне скрыли 139 положительных тестов в легкой атлетике, 11 — в футболе, 10 — в биатлоне»[45]
  - Опубликована работа об успешном использовании массива сверхпроводящих кубитов для расчёта энергетических уровней, результат вычисления имеет точность, достаточную для химических задач[46].
- 19 июля
  - В Турции задержаны пилоты-мятежники, сбившие российский Су-24[47].
- 20 июля
  - В Киеве в результате взрыва машины погиб журналист Павел Шеремет, сообщает «Украинская правда»[48].
  - В России коллегия присяжных, рассматривавшая дело так называемых приморских партизан, вынесла оправдательный вердикт[49].
  - В Москве ФСБ провело обыски в здании следственного комитета, задержано несколько сотрудников ведомства[50].
  - В Совете Федерации предложили отложить «пакет Яровой» до 2023 года[51].
  - Эрдоган ввёл в Турции Чрезвычайное положение после неудачной попытки военного переворота[52]. В стране задержаны или отстранены от должности тысячи служащих в армии, полиции и в сфере образования, в основном чистка[англ.] ударила по гюленистам[53].
  - На западе Индии начались волнения с участием неприкасаемых — самой низшей касты в местной иерархии. Активисты вышли на улицы после появления видео, на котором «Отряд защитников коров» избивал молодых неприкасаемых, подозреваемых в убийстве священного животного[54].
- 21 июля
  - ЕС осудил действия турецких властей после попытки путча[55].
  - Патриарх Московский и всея Руси Кирилл освятил место закладки восстанавливаемого Собора Казанской иконы Божьей Матери, от которого сохранился только фундамент[56].
  - На Филиппинах освободили экс-президента страны Глорию Макапагал-Арройо, находившуюся около пяти лет в тюрьме по обвинению в хищениях из благотворительного фонда[57].
- 22 июля
  - Самолёт индийских ВВС Ан-32 пропал с радаров над Бенгальским заливом[58].
  - В одном из торговых центров Мюнхена произошла стрельба. Погибли 9 человек, включая нападавшего[59].
  - Глава правительства Дмитрий Медведев подписал постановление, согласно которому планируется восстановление торгово-экономических отношений России и Турции[60].
  - Американская легкоатлетка Кендра Харрисон победила в забеге на 100 метров с барьерами, побив рекорд Иорданки Донковой, державшийся 28 лет[61].
- 23 июля
  - Хиллари Клинтон назвала кандидатом на пост вице-президента США сенатора от штата Вирджиния Тимоти Кейна[62].
  - В столице Афганистана Кабуле в результате взрыва на митинге погибли 80 человек[63].
- 24 июля
  - 27-летний сириец, просивший в Германии об убежище, подорвал себя в одном из ресторанов города Ансбах, ранив при этом 15 человек[64].
  - Телекоммуникационная компания Verizon Communications сообщила о намерении приобрести интернет-компанию Yahoo за 4,83 млрд долларов[65][66].
  - В Турции после попытки переворота распущена президентская гвардия[67].
  - Опубликован указ главы ЛНР Игоря Плотницкого о переносе выборов местных глав и территорий на 6 ноября[68].
- 25 июля
  - Министерство внутренних дел Саудовской Аравии сообщило, что пять военнослужащих погибли при перестрелке с боевиками на границе с Йеменом[69].
  - Крупнейшие китайские интернет-компании, включая Sina, Sohu, Tencent, NetEase и Phoenix, объявили, что Администрация по киберпространству Китая предъявила им ультиматум: закрыть или почистить свои новостные СМИ, так как теперь им разрешено публиковать только те новости, которые упоминались в печатных или онлайн-СМИ, контролируемых государством[70].
- 26 июля
  - Самолёт на солнечной энергии Solar Impulse 2 стал первым воздушным судном, облетевшим вокруг Земли, не используя топливо. Кругосветное путешествие самолета на солнечных батареях началось 9 марта 2015 года. За это время он совершил 17 перелётов[71].
  - Нападение на церковь в Нормандии. Два беловика ИГИЛ взяли заложников в церкви, перерезали горло 85-летнему священнику Жаку Амелю и были застрелены полицией[72].
  - В Сагамихаре (Япония) в пансионе для инвалидов произошло массовое убийство, убито 19 человек, более 40 получили ранения[73].
  - В России следователи провели обыски в кабинете и по месту жительства главы Федеральной таможенной службы Андрея Бельянинова в рамках дела о контрабанде элитного алкоголя[74].
- 27 июля
  - Колумбийский «Атлетико Насьональ» во второй раз в истории завоевал Кубок Либертадорес, победив в финале эквадорский «Индепендьенте дель Валье»[75].
  - В Турции в ходе чисток, проводящихся после попытки военного переворота, по обвинению в связях с движением Гюлена «Хизмет» закрыты 3 новостных агентства, 16 телевизионных каналов, 45 газет и множество издательств[76]. Была закрыта в том числе газета «Taraf»[77].
- 28 июля
  - Швейцарский теннисист Роджер Федерер заявил о неучастии в летних Олимпийских играх из-за травмы[78].
  - Глава ФТС России Андрей Бельянинов отправлен в отставку, новым руководителем Федеральной таможенной службы назначен Владимир Булавин[79].
  - Крымский федеральный округ вошёл в состав Южного федерального округа России[80].
- 30 июля
  - Американский скайдайвер Люк Айкинс установил уникальный рекорд, совершив прыжок без парашюта с высоты 7600 метров на сеть размером 30×30 м[81].
- 31 июля
  - Первой женщиной на посту губернатора Токио стала Юрико Коикэ[82].